# 伊普阿苏
伊普阿苏是巴西圣卡塔琳娜州的一个市镇。总面积261.391平方公里，总人口6566人，人口密度25.1人/平方公里。